# Òscar Camps
Òscar Camps Gausachs (Barcelona; 1963) es un rescatista, activista y empresario español, conocido principalmente por ser el fundador y director de la ONG barcelonesa Proactiva Open Arms.
Ha sido nombrado Europeo del Año 2019 por la revista estadounidense Reader's Digest en reconocimiento a su "gran labor humanitaria, al haber rescatado a más de 59.000 migrantes desesperados de las aguas del Egeo y el Mediterráneo en los últimos tres años y medio". Fue también galardonado con el premio Catalán del Año en 2015.

## Biografía
Nacido en Barcelona, Òscar Camps era el propietario de una empresa de socorrismo establecida en Badalona, Pro-Activa Serveis Aquàtics, que se dedicaba a los servicios marítimos, concretamente en la seguridad acuática y el socorrismo. En el contexto de la crisis de los refugiados, en el marco de la Guerra civil siria, cuando miles de personas perdían la vida intentando llegar a Europa, Camps decidió desplazarse a Lesbos, una isla griega situada cerca de Turquía, para evaluar la situación sobre el terreno. El evento clave que le motivó a ponerse en movimiento fue la publicación de las imágenes del cadáver de Aylan Kurdi, un niño de tres años que había muerto ahogado intentando hacer la travesía con su familia. Como la empresa tenía mucha experiencia en vigilancia de playas, él y unos cuantos compañeros decidieron aplicar sus conocimientos en socorrismo para colaborar en el rescate de los refugiados que intentaban llegar a la Unión Europea a través del mar Egeo.
Así, en septiembre de 2015 decidió fundar la ONG Proactiva Open Arms, financiada con 15 000 euros que Camps tenía ahorrados, y destacando un grupo de voluntarios en la isla, entre los que se encontraba Òscar, para colaborar en las labores de rescate. En un principio, el único material del que disponían eran varios trajes de neopreno, aletas y tubos de respiración. Las principales actividades del grupo eran guiar y ayudar a llegar a las playas a los refugiados, principalmente sirios, que venían desde Turquía en embarcaciones muy frágiles. Con el tiempo, sin embargo, el equipamiento disponible fue mejorando, principalmente gracias a las donaciones provenientes de particulares.
Gracias a su labor, varios medios españoles y europeos se hicieron eco de la actividad de Camps y de la ONG en Lesbos, principalmente gracias a su visibilidad en fotografías colgadas en Internet. Sin embargo, la popularidad en Cataluña les llegó gracias a la emisión en TV3 del documental  'To Kyma. Rescat al mar Egeu' , dirigido por Arantza Díez y David Fontseca y producido por La Kaset Ideas Factory, donde se seguía la actividad del grupo en diversas acciones en la isla griega. El 2 de marzo de 2016, gracias a esta popularidad, Camps y Proactiva pudieron visitar el Parlamento Europeo, donde hablaron en nombre de los refugiados.
El 1 de marzo de 2016 se hizo público que Òscar Camps era uno de los finalistas al Premio Catalán del Año de 2015, galardón que entrega anualmente y por votación popular,  El Periódico de Cataluña , y que había reconocido anteriormente a personalidades como Ernest Lluch o  Pep Guardiola. El 30 de marzo el diario catalán anunció que Camps había pasado a la fase final del concurso, junto con el escritor  Josep Maria Espinàs y el cantante Pau Donés. Finalmente, el 7 de abril, en la gala anual de entrega del premio, se anunció que Camps había sido el ganador del concurso.